# 达维德·里卡尔迪
达维德·里卡尔迪（義大利語：Davide Riccardi，1986年7月18日—），意大利男子赛艇运动员。他曾代表意大利参加世界赛艇锦标赛，获得一枚金牌、二枚银牌和一枚铜牌，均来自男子轻量级八人单桨有舵手项目。